# Pesé
Pesé è un comune (corregimiento) della Repubblica di Panama situato nel distretto di Pesé, provincia di Herrera, di cui è capoluogo. Si estende su una superficie di 5,7 km² e conta una popolazione di 2.565 abitanti (censimento 2010).